# Mercato Saraceno
Mercato Saraceno ist eine italienische Gemeinde (comune) in der Provinz Forlì-Cesena in der Emilia-Romagna. Die Gemeinde liegt etwa 20,5 Kilometer südsüdwestlich von Cesena am Savio. Mercato Saraceno grenzt unmittelbar an die Provinz Rimini.

## Verkehr
Durch die Gemeinde führt die frühere Strada Statale 71 Umbro Casentinese Romagnola (heute: Provinzstraße). In etwa parallel dazu ist die Europastraße 45 (als Strada statale 3 bis Tiberina) zum Schnellweg zwischen Cesena und Perugia ausgebaut.

## Persönlichkeiten
- Francesco Guidi (1876–1970), General